# Матту Понгал
Матту Понгал (также Понгал скота) — третий день Макара Санкранти Понгала, индийского праздника урожая.
По григорианскому календарю отмечается, как правило,  15 января, но иногда  и 16. В Тамильском календаре  соответствует второму дню месяца Таи.
Хотя название фестиваля является специфическим для языка Тамилнад, в Индии  также отмечается в других южных штатах, таких как Андхра-Прадеш и Карнатака. Макар Санкранти — это праздник, который знаменует собой начало северного склонения Солнца (так называемый Uttarāyaṇa на санскрите) из знака  Стрельца (санскритское название: Dhanurmas) в Козероге (санскрит: Makara), который согласно индуистской календарю обычно приходится на 14 января.
В тамильском  слово Матту  означает быка и в этот день   также принято отмечать день крупного рогатого скота, в частности, быков и коров, которые играют жизненно важную роль для  фермеров данного региона. Фестиваль также празднуется этническим  тамильским населением Шри-Ланки.
На следующий день праздника хозяева и крестьянине, богатые и бедные, старые и молодые  обедают вместе в духе дружелюбия без каких-либо ограничений каст  и вероисповеданий. Свежий урожай с полей распределяется в виде пищи и сладостей не только с людьми, но и с животными и птицами.  
Неотъемлемой частью праздника являются соревнования по виду спорта, называемому Jallikattu или Manji Virattu. Они проводится в основном в вечернее время.  Главная задача соревнующихся — оседлать несущегося в самую гущу толпы бычка и продержаться на нём как можно дольше. Нередко рога животного украшают золотыми монетами и украшениями, за которыми тоже охотятся участники. В некоторых деревнях оно проходит спустя  один день после  Матту Понгал, в день Каннум  Понгал.